# Eulophiella ericophila
Eulophiella ericophila là một loài thực vật có hoa trong họ Lan. Loài này được Bosser mô tả khoa học đầu tiên năm 1974.